# Dunavtsi
Dunavtsi (en búlgaro, Дунавци; literalmente, Danubianos) es una ciudad de Bulgaria, situada en la provincia de Vidin. Tiene una población estimada, a mediados de marzo de 2022, de 2354 habitantes.

## Geografía
Está situada a una altitud de 35 m s. n. m., a unos 185 km de la capital nacional, Sofía.

## Demografía
|         | 2004  | 2005  | 2006  | 2007  | 2008  | 2009  | 2010  |
| Mujeres | 1 515 | 1 483 | 1 455 | 1 436 | 1 407 | 1 369 | 1 361 |
| Varones | 1 515 | 1 490 | 1 467 | 1 433 | 1 410 | 1 374 | 1 369 |
| Total   | 3 030 | 2 973 | 2 922 | 2 869 | 2 817 | 2 743 | 2730  |